# La Danseuse de corde
Pour l’article homonyme, voir La Danseuse de corde (film).
La Danseuse de corde est un tableau peint en 1899 par Henri de Toulouse-Lautrec. Il mesure 47 sur 32 cm. Il est conservé au Nationalmuseum à Stockholm. 